# Coleophora heringi
Coleophora heringi é uma espécie de mariposa do gênero Coleophora pertencente à família Coleophoridae.